# Wilhelm Wallberg
Carl Wilhelm Wallberg, född 14 juli 1827 i Halmstads församling, Hallands län, död 9 januari 1893 i Snöstorps församling, Hallands län, var en svensk godsägare och riksdagspolitiker.
Wilhelm Wallberg var son till Isak Reinhold Wallberg och Christina Wilhelmina Signeul samt bror till Isak Wallberg. Efter skolstudier i Halmstad sändes han 1845 av fadern till Brünn för att lära sig färgerikonsten och klädesfabrikationen. Han återvände till Halmstad 1848 och blev tillsammans med sin äldre brodern 1850 delägare i firman I. R. Wallberg & söner. När denna ombildades till aktiebolag 1857, blev Wilhelm Wallberg bolagets arbetschef och ledamot av bolagsstyrelsen. Vid sidan av sin verksamhet inom familjeföretaget var Wallberg knuten till en mängd andra bolag. Han grundade bland annat Hallands sockerfabrik på Söder i Halmstad, och till denna levererade han sockerbetor, som han odlade på sin egendom Heagård i Söndrums socken och på de av honom arrenderade huvudgårdarna till Vapnö fideikommiss. Han var även från 1883 VD för Halmstad-Nässjö järnvägsaktiebolag samt delägare i en norsk cementfabrik, vilken i likhet med andra vidlyftiga affärer, som han inlät sig på, orsakade honom svåra ekonomiska förluster. Han var även politiskt intresserad, och tillhörde under många år Halmstads stadsfullmäktige. Som ordförande i Halmstads hamnstyrelse 1885–1892 utförde han ett betydande arbete för hamnens förbättring. Han var även brandchef i Halmstad och ledamot av Hallands läns landsting. 1883 invaldes han i Lantbruksakademien.
Han var ledamot av första kammaren 1890–1892, invald i Hallands läns valkrets. Han var delägare i Wallbergs Fabriks AB.